# Abacetus imerinae
Abacetus imerinae es una especie de escarabajo terrestre de la subfamilia Pterostichinae .  Fue descrito por Tschitscherine en 1899. 